# Iers kampioenschap voetbal
Om het Iers kampioenschap voetbal wordt sinds 1921/22 gestreden. Shamrock Rovers is de recordkampioen met 21 titels.

## Statistieken

### Titels per club
| Club                   | Stad         | Titels | Seizoenen (1922-2024) |
| ---------------------- | ------------ | ------ | --- |
| Shamrock Rovers        | Dublin       | 21     | (1923, 1925, 1927, 1932, 1938, 1939, 1954, 1957, 1959, 1964, 1984, 1985, 1986, 1987, 1994, 2010, 2011, 2020, 2021, 2022, 2023) |
| Dundalk FC             | Dundalk      | 14     | (1933, 1963, 1967, 1976, 1979, 1982, 1988, 1991, 1995, 2014, 2015, 2016, 2018, 2019)                                           |
| Shelbourne             | Dublin       | 14     | (1926, 1929, 1931, 1944, 1947, 1953, 1962, 1992, 2000, 2002, 2003, 2004, 2006, 2024)                                           |
| Bohemians              | Dublin       | 11     | (1924, 1928, 1930, 1934, 1936, 1975, 1978, 2001, 2003, 2008, 2009)                                                             |
| St. Patrick's Athletic | Dublin       | 8      | (1952, 1955, 1956, 1990, 1996, 1998, 1999, 2013)                                                                               |
| Cork United (1)        | Cork         | 7      | (1941, 1942, 1943, 1945, 1946, 1950, 1951)                                                                                     |
| Waterford United       | Waterford    | 6      | (1966, 1968, 1969, 1970, 1972, 1973)                                                                                           |
| Drumcondra             | Dublin       | 5      | (1948, 1949, 1958, 1961, 1965)                                                                                                 |
| Sligo Rovers           | Sligo        | 3      | (1937, 1977, 2012) |
| Cork City              | Cork         | 3      | (1993, 2005, 2017) |
| Athlone Town           | Athlone Town | 2      | (1981, 1983) |
| Derry City             | Derry        | 2      | (1989, 1997) |
| St. James's Gate       | Dublin       | 2      | (1922, 1940) |
| Limerick FC (2)        | Limerick     | 2      | (1960, 1980) |
| Dolphin                | Dublin       | 1      | (1935) |
| Cork Hibernians        | Cork         | 1      | (1971) |
| Cork Celtic            | Cork         | 1      | (1974) |
| Drogheda United        | Drogheda     | 1      | (2007) |

(1): De titels van Cork United in 1950 en 1951 behaalde de club onder de naam Cork Athletic 

(2): Limerick FC won in 1980 de titel onder de naam Limerick United. 

### Seizoenen op het hoogste niveau
Clubs in het vet spelen in 2025 in de Premier Division.
| Club                      | Club       | /105 | Seizoenen (1921-2025)                                                                             |
| ------------------------- | ---------- | ---- | ------------------------------------------------------------------------------------------------- |
| Bohemians                 | Dublin     | 105  | 1921-....                                                                                         |
| Shamrock Rovers           | Dublin     | 103  | 1922-2005, 2007-....                                                                              |
| Dundalk                   | Dundalk    | 90   | 1926-1999, 2001-2002, 2009-2024                                                                   |
| Shelbourne                | Dublin     | 89   | 1921-1934, 1936-1986, 1987-2006, 2012-2013, 2020, 2022-....                                       |
| St. Patrick's Athletic    | Dublin     | 75   | 1951-....                                                                                         |
| Sligo Rovers              | Sligo      | 73   | 1934-1940, 1948-1962, 1963-1985, 1986-1988, 1990-1993, 1994-2000, 2006-....                       |
| Waterford                 | Waterford  | 68   | 1930-1932, 1934-1941, 1945-1989, 1990-1991, 1992-1993, 1998-2000, 2003-2007, 2018-2021, 2024-.... |
| Limerick                  | Limerick   | 61   | 1937-1991, 1992-1994, 2013-2015, 2017-2018                                                        |
| Drogheda United           | Drogheda   | 49   | 1963-1985, 1989-1990, 1991-1994, 1995-1996, 1997-1998, 1999-2000, 2002-2015, 2017, 2021-....      |
| Drumcondra                | Dublin     | 44   | 1928-1972                                                                                         |
| Derry City                | Derry      | 38   | 1987-2009, 2011-....                                                                              |
| Cork City                 | Cork       | 37   | 1984-2009, 2012-2020, 2023, 2025-....                                                             |
| Cork United               | Cork       | 33   | 1924-1957                                                                                         |
| Athlone Town              | Athlone    | 31   | 1922-1928, 1969-1987, 1988-1992, 1994-1996, 2014                                                  |
| Galway United             | Galway     | 31   | 1977-1992, 1993-1996, 1999-2002, 2007-2011, 2015-2017, 2024-....                                  |
| University College Dublin | Dublin     | 29   | 1979-1986, 1989-1990, 1995-2003, 2005-2008, 2010-2014, 2019, 2022-2023                            |
| Finn Harps                | Ballybofey | 28   | 1969-1985, 1996-2001, 2005, 2008, 2016-2017, 2019-2022                                            |
| Cork Celtic               | Cork       | 28   | 1951-1979                                                                                         |
| St. James's Gate          | Dublin     | 23   | 1921-1944                                                                                         |
| Bray Wanderers            | Bray       | 23   | 1986-1988, 1991-1993, 1996-1997, 1998-1999, 2000-2003, 2005-2018                                  |
| Bray Unknowns             | Bray       | 19   | 1924-1943                                                                                         |
| Cork Hibernians           | Cork       | 19   | 1957-1976                                                                                         |
| Brideville FC             | Dublin     | 16   | 1925-1932, 1935-1943, 1944-1945                                                                   |
| Home Farm FC              | Dublin     | 16   | 1972-1987, 1996-1997                                                                              |
| Transport FC              | Dublin     | 14   | 1948-1962                                                                                         |
| Longford Town             | Longford   | 12   | 1984-1985, 2000-2007, 2015-2016, 2021                                                             |
| Jacobs FC                 | Dublin     | 11   | 1921-1932                                                                                         |
| Dolphin                   | Dublin     | 7    | 1930-1937                                                                                         |
| Albert Rovers             | Cork       | 6    | 1976-1982                                                                                         |
| Thurles Town              | Thurles    | 5    | 1977-1982                                                                                         |
| Pioneers FC               | Dublin     | 4    | 1922-1926                                                                                         |
| Cobh Ramblers             | Cobh       | 4    | 1988-1989, 1993-1995, 2008                                                                        |
| Monaghan United           | Monaghan   | 3    | 1993-1995, 2001-2002                                                                              |
| Dublin City FC            | Dublin     | 2    | 2004, 2006                                                                                        |
| Shelbourne United         | Dublin     | 2    | 1922-1924                                                                                         |
| Olympia                   | Dublin     | 2    | 1921-1923                                                                                         |
| Midland Athletic          | Dublin     | 2    | 1922-1924                                                                                         |
| Dublin United             | Dublin     | 2    | 1921-1923                                                                                         |
| Cork Bohemians            | Cork       | 2    | 1932-1934                                                                                         |
| Brooklyn                  | Dublin     | 2    | 1923-1925                                                                                         |
| Kilkenny City             | Kilkenny   | 2    | 1997-1998, 2000-2001                                                                              |
| Sporting Fingal           | Dublin     | 1    | 2010                                                                                              |
| YMCA Dublin               | Dublin     | 1    | 1921-1922                                                                                         |
| Reds United               | Dublin     | 1    | 1935-1936                                                                                         |
| Rathmines Athletic        | Dublin     | 1    | 1922-1923                                                                                         |
| Frankfort                 | Dublin     | 1    | 1921-1922                                                                                         |
| Wexford Youths            | Wexford    | 1    | 2016                                                                                              |

1. ↑  Waterford FC speelde tussen 1982 en 2017 als Waterford United
2. ↑  Limerick FC speelde van 1979 tot 1983 als Limerick United en van 1983 tot 1991 als Limerick City
3. ↑  Cork United speelde van 1924 tot 1930 als Fordsons, van 1930 tot 1938 als Cork FC, in 1938-1939 als Cork City, van 1939 tot 1948 als Cork United en van 1948 tot 1957 als Cork Atheltic
4. ↑  Galway United speelde tot 1982 als Galway Rovers
5. ↑   Cork Celtic speelde voor 1959 als Evergreen United
6. ↑  ALbert Rovers speelde van 1977 tot 1979 als Cork Alberts, en van 1979 tot 1982 als Cork United, nadat de club terug een amateurclub werd namen ze terug de naam Albert Rovers aan.

Cork United speelde 33 seizoenen in 1ste onder verschillende namen (Fordsons, Cork FC, Cork United en Cork Athletic)